# Catsuit

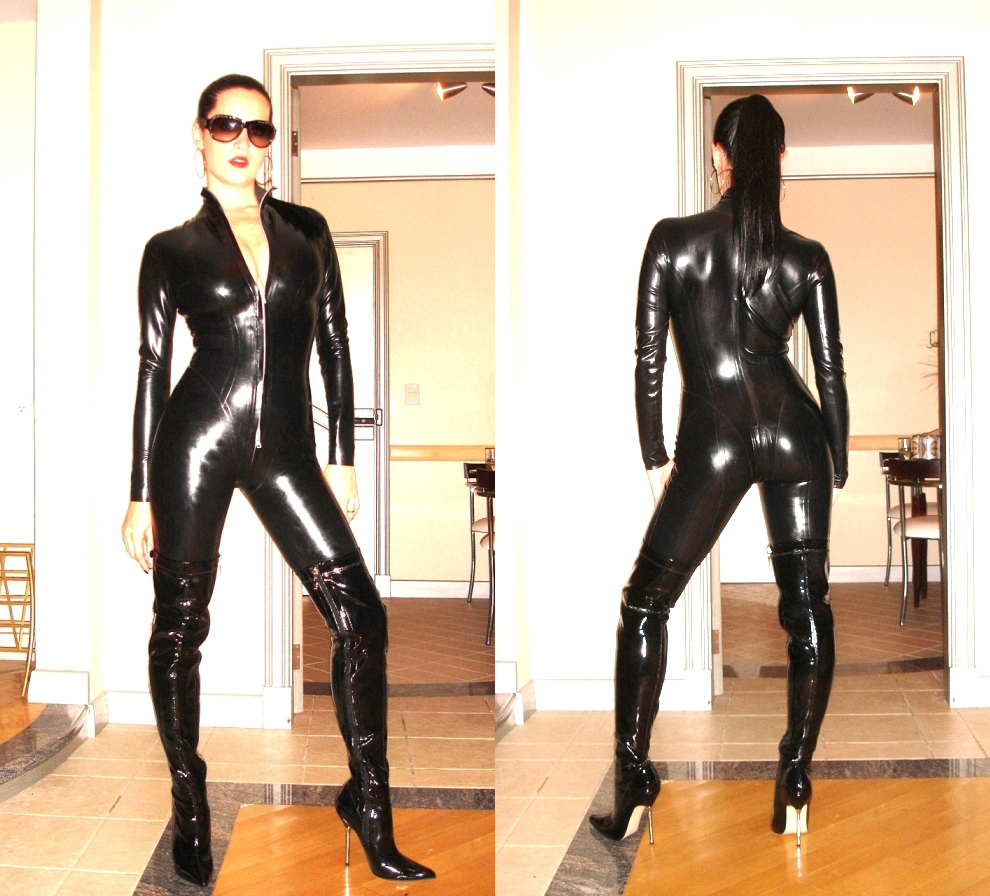
Una dona amb un Catsuit de làtex.

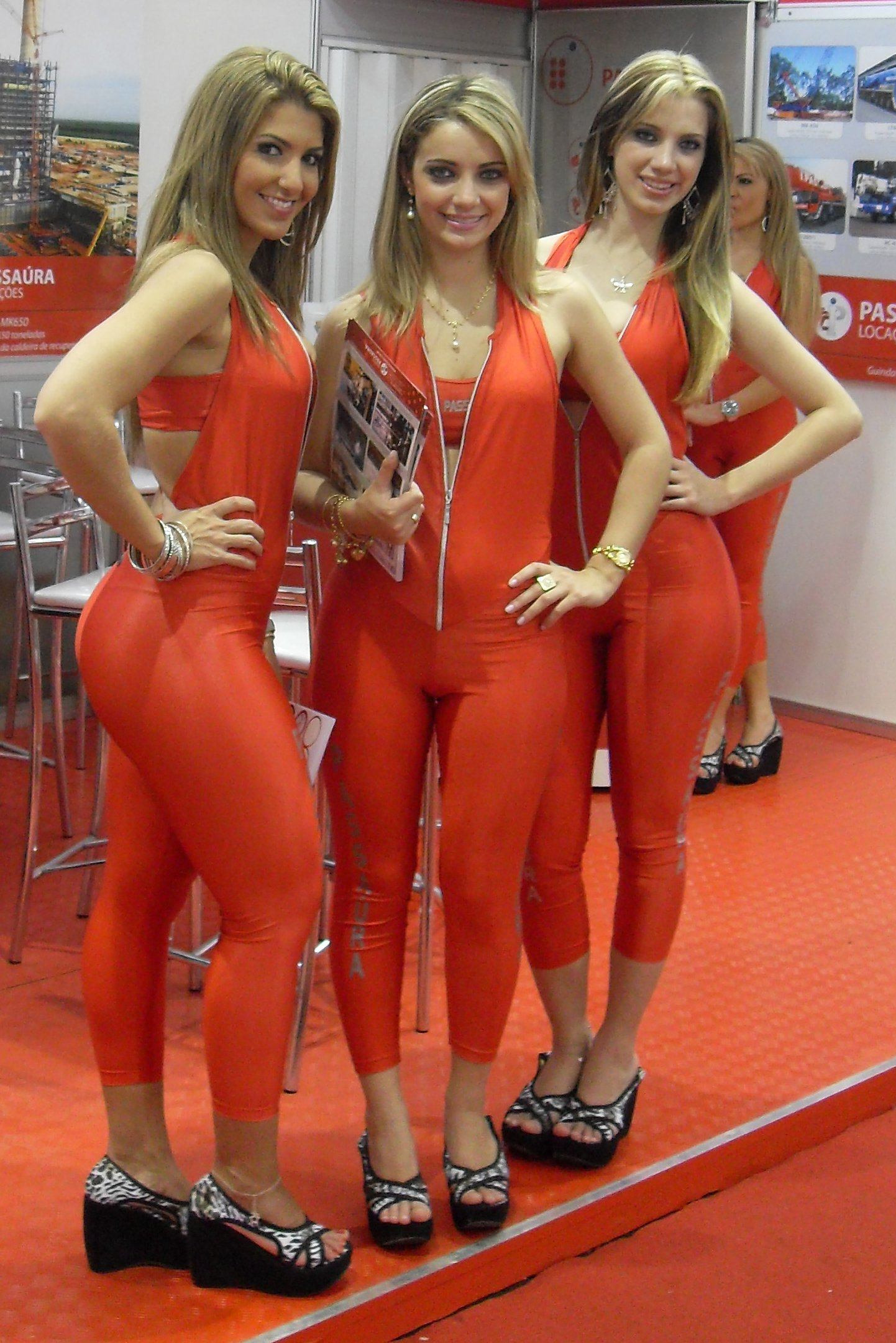
Hostesses promocionals en catsuits sense mànigues

Un catsuit és una peça de roba ajustada que cobreix el tors i les cames i, habitualment, també els braços.) Està fet generalment de materials elàstics i ajustables, com ara Licra, spandex, cuir, làtex, PVC, o velur. Freqüentment es tanca usant una cremallera a la seva esquena.
Els catsuits són peces de vestir tant per homes com per dones i, malgrat el nom, generalment no aporten una estètica felina.

## Història
Els primers dels quals daten de finals dels 40', tot i que la fibra més comunament usada, l'elastà, no va aparèixer fins al 1959. L'aparició d'aquesta peça es deu a la combinació de diversos fets, com ara les innovacions en el submarinisme que va suposar l'escafandre autònom (que portà al seu torn la modificació dels tipus de vestits de busseig).
Els catsuits varen ser usats com a elements d'alta moda en diverses ocasions entre els anys 60' i els 90'. Durant els anys 70' i els 80' tingueren força cabuda dins de la moda disco i en la pràctica de l'aeròbic. Durant els anys 80', els catsuits usats per a ballar música disco van esdevenir, breument, moda de carrer al Regne Unit.

## Usos
Com a peça de vestir, els catsuit no són una opció habitual en la moda de carrer. El seu ús es restringeix a àmbits molt concrets.

### Arts escèniques
Dalt de l'escenari es pot veure a ballarins, artistes de circ, mags i cantants pop, usant catsuits o peces de roba similars (bodis, unitards). Aquest ús està motivat, per dos aspectes d'aquesta peça de roba. Primer, per la llibertat de moviments que confereixen les versions més elàstiques de la peça, que el fa ideral per a la dansa i per a les acrobàcies circenses. I segon, per l'aspecte erotitzant, molt cercat per algunes cantants pop.

### Esports
En certs esports, com són el patinatge de velocitat sobre gel, el bob, el triatló d'hivern, les curses d'esquí, el ciclisme o la gimnàstica, es vesteixen catsuits o prendes similars, espacialment dissenyats per a les necessitats tècniques específiques de cada esport. Molt similars als catsuit són les granotes de submarinisme (ja siguin vestits secs, semi-secs o humits), i els banyadors de velocitat (speedsuits en anglès) usats pels nedadors professionals abans que les versions més extremes d'aquesta indumentària fossin prohibides. També al tennis, la tenista nord-americana Serena Williams va usar un cop un catsuit negre durant el US Open del 2002.

### Ús fetitixista

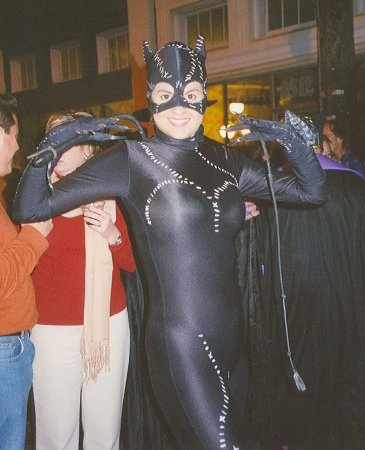
Disfressa de Catwoman.

Algunes persones consideren els catsuits com un ítem fetitxista. En aquests casos, els materials més habituals del que estan fets són el PVC o el làtex. Algunes de les característiques que s'hi valoren és que siguin molt brillants i ajustats, per a accentuar la silueta. És força habitual ressaltar aquesta silueta amb una cotilla. Més enllà del PVC i el làtex, també es poden trobar altres materials elàstics i ajustats, com ara la licra, el teixit mullat o el vellut. En el cas de la licra, el material permet tenir estampats (p.e. imitant pells d'animals). Per a poder ser vestits, aquests catsuits tenen cremalleres verticals al llarg de tot el pit o tota l'esquena; en menor mesura, alguns es vesteixen per cremalleres horitzontals a les espatlles, com certs vestits de busseig, o bé un coll suficientment ample i elàstic. Adicionalment es poden situar cremalleres en certes zones per a accedir a, per exemple, els pits, per a quan es realitza l'acte sexual amb aquests complements. El catsuit fetitxista bàsic, per comoditat en el seu ús, no acostuma a portar ni mans ni peus integrats en la peça de roba. En cas contrari, els peus acostumen a ser acabats en forma de mitjó, i els guants amb dits individuals (tot i que existeixen les variants de catsuits amb dits dels peus i manoples en lloc de mans). Com que els usuaris d'aquesta vestimenta els interessa portar tot el cos cobert de forma uniforme, el catsuit és complementat amb guants i mitges o mitjons, i fins i tot caputxa o màscara per a cobrir el cap (que, com en el cas dels complements anteriors, poc sovint es troben incorporades en el catsuit, sinó que són complements a part). Molt rarament els càtsuit incorporen botes o sabates de forma integrada. Una opció en lloc dels guants, per als amants del bondage, és usar midons restrictors, que poden acabar en una piqueta semicircular a l'extrem; d'aquesta manera, el catsuit pot ser usat com a camisa de força. També dins del camp del bondage, es poden trobar versions més extremes del catsuit, els quals tenen monoguants en lloc de mànigues, o bé cotilles de cintura o de coll (tot i que com passa amb els complements abans mencionats, el més freqüent és que aquests siguin afegits com a peces a part del catsuit bàsic).

### Zentai
El zentai és tant una pràctica fetitxista centrada en el vestir, com el nom de la peça de roba que s'hi usa. Com a variant del catsuit, el zentai està usualment fet de spandex i inclou, de forma integrada, peus, mans i caputxa (sense cap obertura), cobrint per tant, a qui el vesteix, tot el cos. La paraula zentai ve del japonés, significant "cos sencer".

## En la cultura popular
Els catsuits són sovintment vestits en pel·lícules, programes de televisió, clips musicals i videojocs. Degut a la càrrega eròtica d'aquestes peces de roba i al gran abast de propagació que li donen els mitjans de comunicació de masses, aquestes aparicions s'han acabat convertint en iconogràfiques.
Algunes de les més destacades són:
- Els Venjadors - sèrie de televisió britànica; Honor Blackman (en el paper de Cathy Gale) i Diana Rigg (en el paper d'Emma Peel) vestien catuits de cuir negre. Es va triar el cuir en lloc del làtex per l'excés de reflexos que aquests darrer material causava amb les llums d'estudi.
- Shirley Bassey - cantant; lluïa un catsuit sense mànigues en el llibret d'un dels seus discs, així com en concert.[3]
- Cher - cantant; acostumava a vestir catsuits en els seus concerts.[4]
- Batman Returns - pel·lícula; en el film de Tim Burton de 1992, el personatge Catwoman (interpretat per Michelle Pfeiffer) apareixia identificada pel seu catsuit de PVC negre.
- Watchmen (pel·lícula) - pel·lícula; en la versió cinematogràfica del còmic homònim, el personatge Espectre de seda (Silk Specter en anglès) interpretat per Malin Åkerman és caracteritzada per un catsuit de làtex negre, groc i transparent.
- Underworld - pel·lícules; en la sèrie de pel·lícules dirigides per Len Wiseman i Patrick Tatopoulos (entre d'altres), l'actriu Kate Beckinsale (en el paper Selena) llueix un catsuit negre amb màniques, imatge molt explotada per a la difusió comercial dels films.